# Antonius Romanus
Antonius Romanus (fl. 1400-1432) è stato un compositore italiano attivo all'inizio del XV secolo.
Il suo stile fu pertanto di transizione fra la musica medievale e quella rinascimentale.

## Biografia
Molto poco si conosce della sua vita. A giudicare dal nome, dovrebbe essere stato di Roma, ma esistono diverse fonti che lo danno attivo come cantore presso la Basilica di San Marco a Venezia fra il 1420 e il 1432. La sua musica sembra sia stata molto influenzata da Johannes Ciconia, che morì nel 1412, e di contro sembra abbia avuto una certa influenza sul giovane Guillaume Dufay, che fu in Italia durante la maggior parte degli ultimi periodi di attività nota di Antonius.
Delle sue composizioni sono pervenute sei composizioni di musica sacra e una di musica profana. I tre movimenti di messa, i due Gloria e il Credo, tutti a quattro voci, sono influenzati da Ciconia; tre mottetti, anche questi a quattro voci, sono isoritmici. Tutti e tre possono essere approssimativamente datati. Il primo, Ducalis sedes/Stirps Mocenigo, può essere datato 1414 o 1415, visto che è scritto in lode di Tommaso Mocenigo, che venne eletto doge di Venezia nel 1414.  Il secondo, Carminibus festos/O requies populi, venne scritto per il doge Francesco Foscari, che assunse l'incarico nel 1423. L'ultimo, Aurea flammigera, venne, molto probabilmente, scritto in lode di Gianfrancesco Gonzaga in occasione del suo trionfale ritorno da Milano nel 1432. L'unica opera di musica profana di Antonius è una ballata, Deh s'i t'amo con fede della quale ci è giunta la partitura di una sola voce, mancante del testo.
La similarità di alcuni pezzi di Antonius con le prime opere di Dufay suggerisce che i due abbiano avuto modo di frequentarsi o almeno di conoscere reciprocamente i rispettivi lavori.